# ویلیام مسلی (بازیگر)
ویلیام مسلی (انگلیسی: William Moseley؛ زاده ۲۷ آوریل ۱۹۸۷) یک هنرپیشه اهل بریتانیا است. وی از سال ۱۹۹۸ میلادی تاکنون مشغول فعالیت بوده‌است. او بیشتر برای بازی در نقش پیتر پونسی در مجموعه فیلم‌های سرگذشت نارنیا و شاهزاده لیام در سریال سلطنتی‌ها (۲۰۱۸-۲۰۱۵) شناخته می‌شود.

## زندگی‌نامه
ویلیام مسلی در گلاسترشر زاده شد. مادرش جولیت و پدرش پیتر مسلی فیلم‌بردار است. مسلی بزرگترین فرزند از سه فرزند خانواده است. خواهرش دیزی الیزابت مسلی (زاده ۱۹۸۹) و برادرش بنجامین مسلی (زاده ۱۹۹۲) است. ویلیام مسلی در کالج ویکلیف تحصیل کرده‌است.
ویلیام مسلی از سال ۲۰۱۲ تا اکنون با کلسی چو، بازیگر آمریکایی، رابطه دارد.

## فیلم‌شناسی

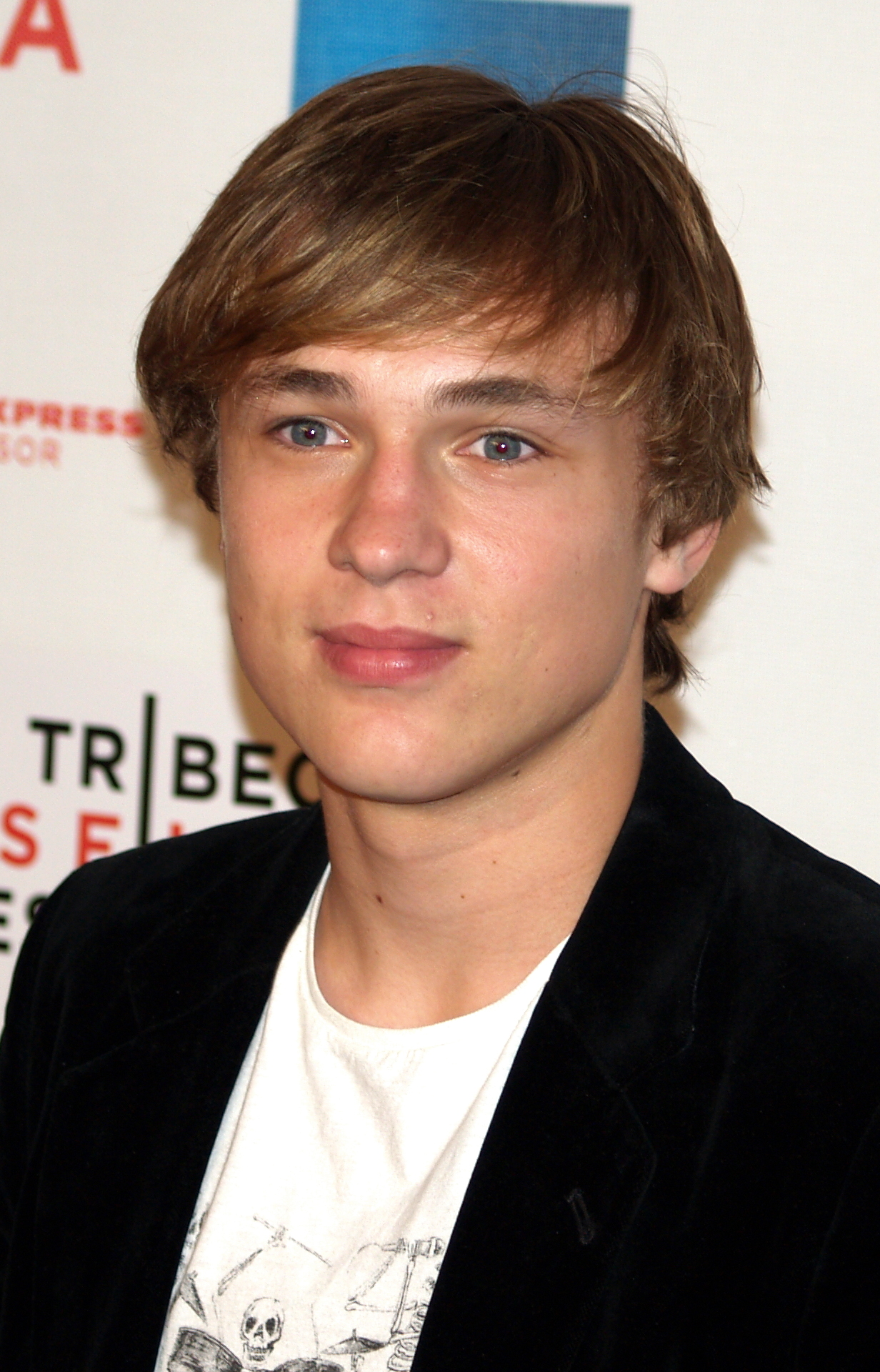
ویلیام مسلی در جشنواره فیلم ترایبکا، سال ۲۰۰۸

### فیلم
| سال  | نام                               | نقش           | توضیحات |
| ---- | --------------------------------- | ------------- | ------- |
| ۲۰۰۵ | سرگذشت نارنیا: شیر، کمد و جادوگر  | پیتر پونسی    |         |
| ۲۰۰۸ | سرگذشت نارنیا: شاهزاده کاسپین     | پیتر پونسی    |         |
| ۲۰۱۰ | سرگذشت نارنیا: سفر کشتی سپیده‌پیما | پیتر پونسی    |         |
| ۲۰۱۴ | مارگاریتا با نی                   | جرد           |         |
| ۲۰۱۶ | درخواست دوستی                     | تایلر         |         |
| ۲۰۱۸ | پری دریایی کوچولو                 |               |         |
| ۲۰۱۹ | پیک                               | مامور برایانت |         |
| ۲۰۲۰ | آرتمیس فاول                       | مرد ایتالیایی |         |

### تلویزیون
| سال       | نام        | نقش          | توضیحات                                  |
| --------- | ---------- | ------------ | ---------------------------------------- |
| ۲۰۱۸-۲۰۱۵ | سلطنتی‌ها   | شاهزاده لیام | نقش اصلی                                 |
| ۲۰۲۰      | فرهنگ پروپ | خودش         | قسمت: "سرگذشت نارنیا: شیر، کمد و جادوگر" |

### بازی ویدئویی
| سال  | نام                              | نقش        | توضیحات |
| ---- | -------------------------------- | ---------- | ------- |
| ۲۰۰۵ | سرگذشت نارنیا: شیر، کمد و جادوگر | پیتر پونسی | صداپیشه |
| ۲۰۰۸ | سرگذشت نارنیا: شاهزاده کاسپین    | پیتر پونسی | صداپیشه |

## جوایز
| سال  | جایزه                         | دسته‌بندی             | فیلم                             | نتیجه    |
| ---- | ----------------------------- | -------------------- | -------------------------------- | -------- |
| ۲۰۰۶ | جایزه ساترن                   | بهترین بازیگر جوان   | سرگذشت نارنیا: شیر، کمد و جادوگر | نامزدشده |
| ۲۰۰۶ | جایزه هنرمند جوان             | بهترین بازیگر جوان   | سرگذشت نارنیا: شیر، کمد و جادوگر | نامزدشده |
| ۲۰۰۸ | جوایز برگزیده کودکان نیکلودین | محبوب‌ترین بازیگر مرد | سرگذشت نارنیا: شاهزاده کاسپین    | پیروز    |
| ۲۰۰۹ | جایزه هنرمند جوان             | بهترین گروه بازیگری  | سرگذشت نارنیا: شاهزاده کاسپین    | نامزدشده |